# Joe Seneca
Joe Seneca (14 de enero de 1919 - 15 de agosto de 1996) fue un actor de cine y televisión estadounidense, además de cantante y compositor. Tuvo una larga carrera de actor, tomando parte en muchas películas y series de televisión desde 1970 a 1990. Interpretó el papel del padre del personaje de Danny Glover en la película de 1985 Silverado.

## Biografía
Seneca nació como Joel McGhee, Jr. en Cleveland, Ohio el 14 de enero de 1919. Antes de comenzar su carrera como actor, perteneció al grupo vocal de R&B, The Three Riffs, activos desde finales de los años 40, con los que actuó en los clubes de Nueva York. También fue compositor y tuvo grandes éxitos como "Talk to Me", un tema que fue cantado por Little Willie John, y "Break It to Me Gently", que tuvo un gran éxito dos ocasiones, la primera vez por Brenda Lee en 1962 y la segunda por Juice Newton en 1982.
En la película de 1982, The Verdict, Seneca interpreta el papel de apoyo de la Dra. Thompson, en el hospital de una pequeña ciudad traído por el abogado Frank Galvin (Paul Newman) para probar la completa incompetencia de dos médicos del lugar, que dejaron a un cliente en coma. La actuación de Seneca, aunque subyugada, aporta un realismo arenoso a los procedimientos judiciales y fue uno de sus papeles más importantes en el cine. Sin duda, sus papeles más conocidos son el del bluesman Willie Brown en Encrucijada (1986) y el Dr. Meddows en The Blob (1988), el malvado jefe de un equipo del gobierno enviado para contener a la criatura.
Seneca también hizo apariciones múltiples en El Show de Bill Cosby como el presidente de Hillman, Dr. Zachariah J. Hanes. Intervino en un capítulo de la serie Cuentos asombrosos producido por Steven Spielberg titulado Dorothy y Ben. También hizo el papel de Alvin Newcastle, un hombre que sufre de la enfermedad de Alzheimer, en un episodio de The Golden Girls titulado "Old Friends". Seneca apareció en School Daze de Spike Lee como presidente del Colegio de Misión McPherson. Interpretó a Eddie Haynes, en Matlock, en el episodio del 9 de mayo de 1989 "The Blues Singer". Más tarde interpretó a un testigo de asesinato ciego en el 13 de octubre de 1993 Law & Order episodio "Perfil".
Seneca apareció en el video musical de Michael Jackson, "The Way You Make Me Feel" a finales de 1980.

## Fallecimiento
Murió de un ataque de asma el 15 de agosto de 1996 a los 77 años.